# Dépôt de Grenoble

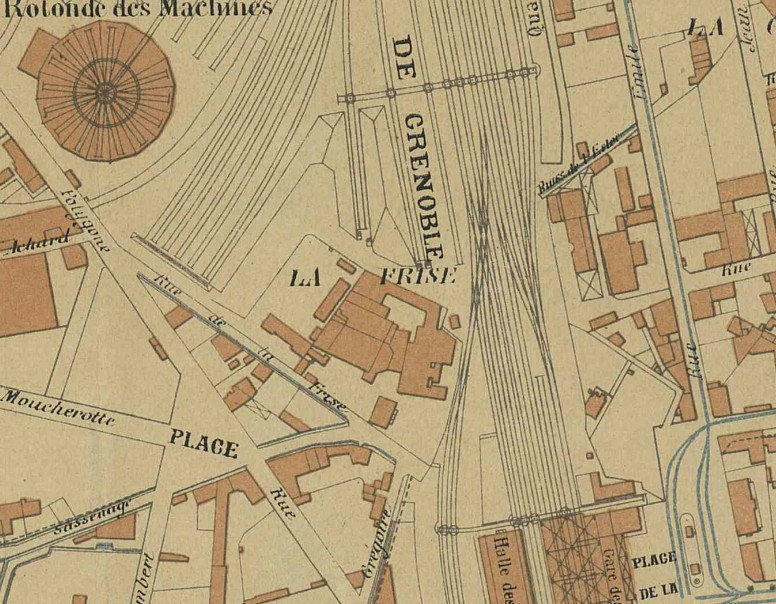
Plan du site en 1902.

Le dépôt de Grenoble était un important dépôt de locomotives ayant compté jusqu'à 130 locomotives hébergées sous trois rotondes. L'arrivée du diesel et la fin de la traction à vapeur a condamné le dépôt de Grenoble avec l'arrivée des BB 66000, BB 67000 et A1AA1A 68000 basés dans les dépôts voisins de Vénissieux, Portes-lès-Valence et de Chambéry.

## Historique

### Dépôt de la Cie du Dauphiné
Le premier dépôt est construit en 1958, comme la gare, par la Compagnie des chemins de fer du Dauphiné. Prévu pour treize locomotives de type Engerth (en), comporte une petite remise avec plaque tournante.

### Dépôt du PLM
Le PLM y ajouta une rotonde couverte complète (démolie en 1965) avec plaque tournante, une rotonde de type G (en demi-lune) avec plaque tournante et un atelier de levage. Le dépôt était situé dans la partie nord-ouest du triangle représenté par les voies de la gare de Grenoble, le canal de Fontenay (aujourd'hui rue Félix-Esclangon) et la Rue Pierre-Semard.

### Dépôt de la SNCF
Lorsque le dépôt de Grenoble est devenu relais en 1972, il a hébergé, jusqu'à sa démolition, des locomotives de passage des dépôts voisins. Le dépôt de Grenoble a été supprimé en 1978 pour agrandir la zone des marchandises située jusqu'alors dans la partie sud du triangle. Aujourd'hui les terrains sont occupés par le quartier de la Cité Internationale au nord du Palais de Justice. C'est l'ancienne remise de la Compagnie du Dauphiné qui a été démolie en dernier car elle avait bénéficié d'un sursis, ayant été louée à un industriel pour stocker de la pâte à papier. L'ensemble des installations de garage des locomotives a été transféré dans les anciennes installations du centre autorails de Grenoble qui est aujourd'hui un dépôt relais du dépôt titulaire de Chambéry.

## Matériel roulant moteur

### Locomotives à vapeur
- 040 TC, du dépôt de Grenoble, locomotives de manœuvre, jusqu'en 1967.
- 141 C, du dépôt de Grenoble, locomotives mixte de ligne, de 1923 à 1939.
- 141 D, du dépôt de Grenoble, locomotives mixte de ligne, de 1923 à 1954.
- 141 E, du dépôt de Grenoble, locomotives mixte de ligne, de 1939 à 1967.
- 141 F, du dépôt de Grenoble, locomotives mixte de ligne, de 1939 à 1967.
- 141 P, du dépôt de Grenoble, locomotives mixte de ligne, de 1942 à 1954.
- 141R, du dépôt de Grenoble, locomotives mixte de ligne, de 1946 à 1967.
- 141R, du dépôt de Vénissieux, locomotives mixte de ligne, de 1946 à 1973.

La 141R 1187 du dépôt de Vénissieux a tracté le dernier train régulier de marchandises entre Grenoble et Lyon le 10 janvier 1973 et est conservée au Musée français du chemin de fer à Mulhouse.

### Locomotives diesels
- BB 63000, du dépôt de Grenoble, locomotives de manœuvre, de 1960 à 1972.
- Y 7100, du dépôt de Grenoble, locotracteurs de manœuvre, de 1960 à 1972.
- Y 7400, du dépôt de Grenoble, locotracteurs de manœuvre, de 1970 à 1972.
- Y 8100 du dépôt de Chambéry de 1973 à nos jours.
- BB 66000 du dépôt de Vénissieux de 1966 à 1975.
- BB 67000 des dépôts de Vénissieux et de Chambéry de 1963 à 1975.
- BB 67300 du dépôt de Chambéry de 1975 à 1978.
- CC 72000 des dépôts de Vénissieux (de novembre 1968 à 1978)

### Automotrices et automoteurs
- X 2800 du dépôt de Lyon-Vaise de 1962 à 1978
- X 4200 du dépôt de Marseille-Blancarde de 1959 à 1975.
- X 4500 du dépôt de Lyon-Vaise de 1972 à 1976.
- Turbotrains ETG du dépôt de Vénissieux, de 1975 à 1978.